# Cortodera villosa
Cortodera villosa — жук из семейства усачей и подсемейства Усачики.

## Описание
Жук длиной от 8 до 12 мм. Время лёта взрослого жука с апреля по июнь.

## Распространение
Распространён в Австрии, Словакии, Венгрии и Югославии.

## Экология и местообитания
Жизненный цикл вида длится один год. Кормовые растения рода васильков, а именно, василёк луговой (Centaurea jacea) и Centaurea stoebae.